# 艾伦·韦伯斯特
艾伦·韦伯斯特（英語：Alan Webster，1941年8月18日—），新西兰男子赛艇运动员。他曾代表新西兰参加1962年大英帝国和英联邦运动会赛艇比赛，获得男子八人单桨有舵手银牌。